# O'Connor Park
O'Connor Park è uno stadio irlandese, situato a Tullamore, importante centro della contea di Offaly. È di proprietà della Gaelic Athletic Association, vanta una capienza pari a circa 20000 spettatori ed è uno dei più importanti impianti di cui usufruiscono le franchige di calcio gaelico ed hurling della stessa contea.
Il terreno di gioco è circondato da una vera tribuna coperta su un lato e da tre gradinate sui restanti. La tribuna principale fu costruita per la prima volta nel 1991 per essere poi completamente rifatta nel 2006. Comprende una sala stampa, servizi all'avanguardia per persone affette da handicap e costrette a spostarsi su sedie a rotelle ed è divisa, inoltre, in 10 scomparti, per un totale di 7000 seggiolini di colore o verde o bianco od oro ( i colori della squadra) sul settore bianco campeggia la scritta "Uíbh Fhailí" ( l'equivalente gaelico di Offaly). Sono stati inoltre svolti ottimi lavori di ristrutturazione riguardo alle gradinate e sono in corso lavori per aggiungere riflettori, migliorare gli spogliatoi e i servizi igienici e creare un punto di ripresa televisiva sulla tribuna a gradoni.